# Finbräken
Finbräken (Cystopteris montana) är en växtart i familjen stenbräkenväxter inom divisionen ormbunksväxter. Finbräken finns i norra Sverige och i större delen av Norge. Den finns ganska sällsynt i fuktiga och kalk- och mullrik mark. Bladskivan är mörkgrön. Svepefjällen är kala.